# Montagu House (Bloomsbury)

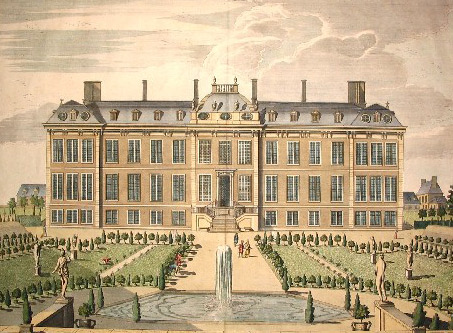
A fachada de Montagu House voltada ao jardim.

Montagu House (por vezes pronunciada "Montague") foi um palácio londrino, de finais do século XVII, situado na Great Russell Street, zona de Bloomsbury, que se tornou na primeira sede do British Museum.
A casa foi, na verdade, construída duas vezes, ambas pelo mesmo homem, Ralph Montagu, 1º Duque de Montagu. No final do século XVII, Bloomsbury era a zona mais elegante da cidade. Montagu comprou ali um lugar, no actual coração de Londres mas que, à época, tinha a parte traseira voltada para campos abertos. A sua primeira casa foi desenhada pelo arquitecto e cientista inglês Robert Hooke, um arquitecto de moderada habilidade cujo estilo foi influenciado pelo planeamento francês e detalhe holandês, tendo sido construída entre 1675 e 1679. Este edifício tinha um bloco central e dois blocos de serviço flanqueando um grande pátio, apresentava murais executados pelo artista italiano Antonio Verrio e foi admirado pelos contemporâneos. Porém, está casa foi destruída pelo fogo em 1686.

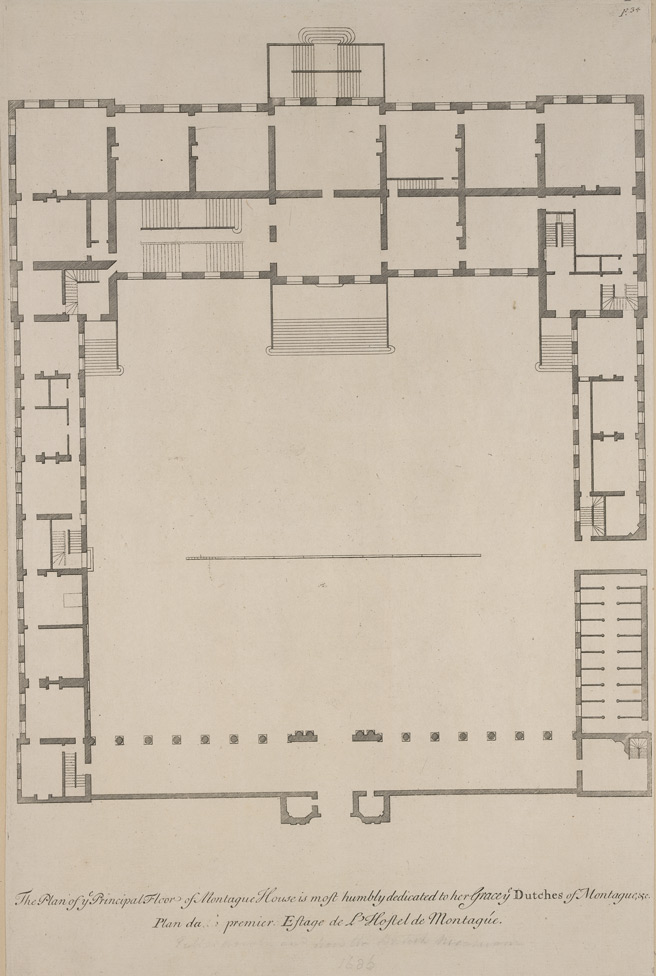
Uma planta de Montagu House presente no Vitruvius Britannicus de Colen Campbell.

O palácio foi reconstruído segundo os desenhos de um francês pouco conhecido chamado Pouget. Esta Montagu House foi, com alguma margem, a maior residência privada construída em Londres nas últimas duas décadas do século XVII. A fachada principal tinha dezassete secções, com um centro e extremos ligeiramente salientes, cada um deles com três secções, a qual confinou as alas de serviço da primeira mansão. O edifício tinha dois andares principais, além duma cave e um proeminente telhado com mansarda com uma cúpula sobre o centro. O planeamento obedecia à habitual forma francesa, com apartamentos de aparato acedidos a partir dum salão central. Os interiores, deocrados por artistas franceses, foram admirados por Horace Walpole e provavelmente comparados com os apartamentos de aparato sobreviventes na Boughton House, no Northamptonshire, os quais foram construídos pelo mesmo patrão ao mesmo tempo. 
No início do século XVIII, Bloomsbury começou a declinar suavemente duma elegante zona aristocrática para mais um enclave da classe média, pelo que John Montagu, 2º Duque de Montagu, abandonou a casa do seu pai e mudou-se para Whitehall, onde construiu uma residência mais modesta que foi substituída por um opulento palácio, uma outra Montagu House, pelo seu descendente vitoriano, Walter Montagu-Douglas-Scott, 5º Duque de Buccleuch.
A Montagu House em Bloomsbury foi vendida aos cuidadores do British Museum em 1749 e serviu de casa à instituição até que foi demolida, na década de 1840 para dar lugar a maiores instalações.
Na ficção, o palácio aparece no "Ciclo barroco", de Neal Stephenson, como Ravenscar House, com Daniel Waterhouse como arquitecto no lugar de Hooke.